# 四指馬鮁屬
四指馬鮁屬，是條鰭魚綱鰺形目馬鮁科下的一個屬。

## 命名
本屬的學名「Eleutheronema」的字根「Eleutheros」（羅馬化：eleútheros）意為「自由」，「nema」（羅馬化：nêmă）意為「細絲」，因胸鰭部分鰭條呈游離細絲狀而得名，模式種有四枚，故「tetradactylus」意為「四指」。

## 分布
本屬為海魚，適應遠洋到淺海、半咸水到淡水的环境，河海兩側迴游，主要是熱帶至溫帶魚類，分布於印度洋到西太平洋，棲息深度在23公尺以内。

## 形態
本屬為小型到大型魚，最大體長在20到200公分之間，體形為延长，切面呈扁平狀，典型都有背鰭硬棘9枚、軟條13-15枚，臀鰭硬棘3枚、軟條14-16枚，脊椎25節，胸鰭絲條3或4枚。犁骨兩側更替性的齒板或有或無，下顎齒板向兩側延伸佔標準體長7-10%不等。

## 分類
目前這個屬有3個被認可的種：
- 多鱗四指馬鮁 Eleutheronema rhadinum (Jordan & Evermann, 1902)
- 四指馬鮁 Eleutheronema tetradactylum (Shaw, 1804)
- 三趾四指馬鮁 Eleutheronema tridactylum (Bleeker, 1849)

## 經濟利用
體型最大的四指馬鮁為高價值的經濟及養殖魚種，體型最小的三趾四指馬鮁僅少許利用，溫帶的多鱗四指馬鮁利用記錄不明。